# Sylarna

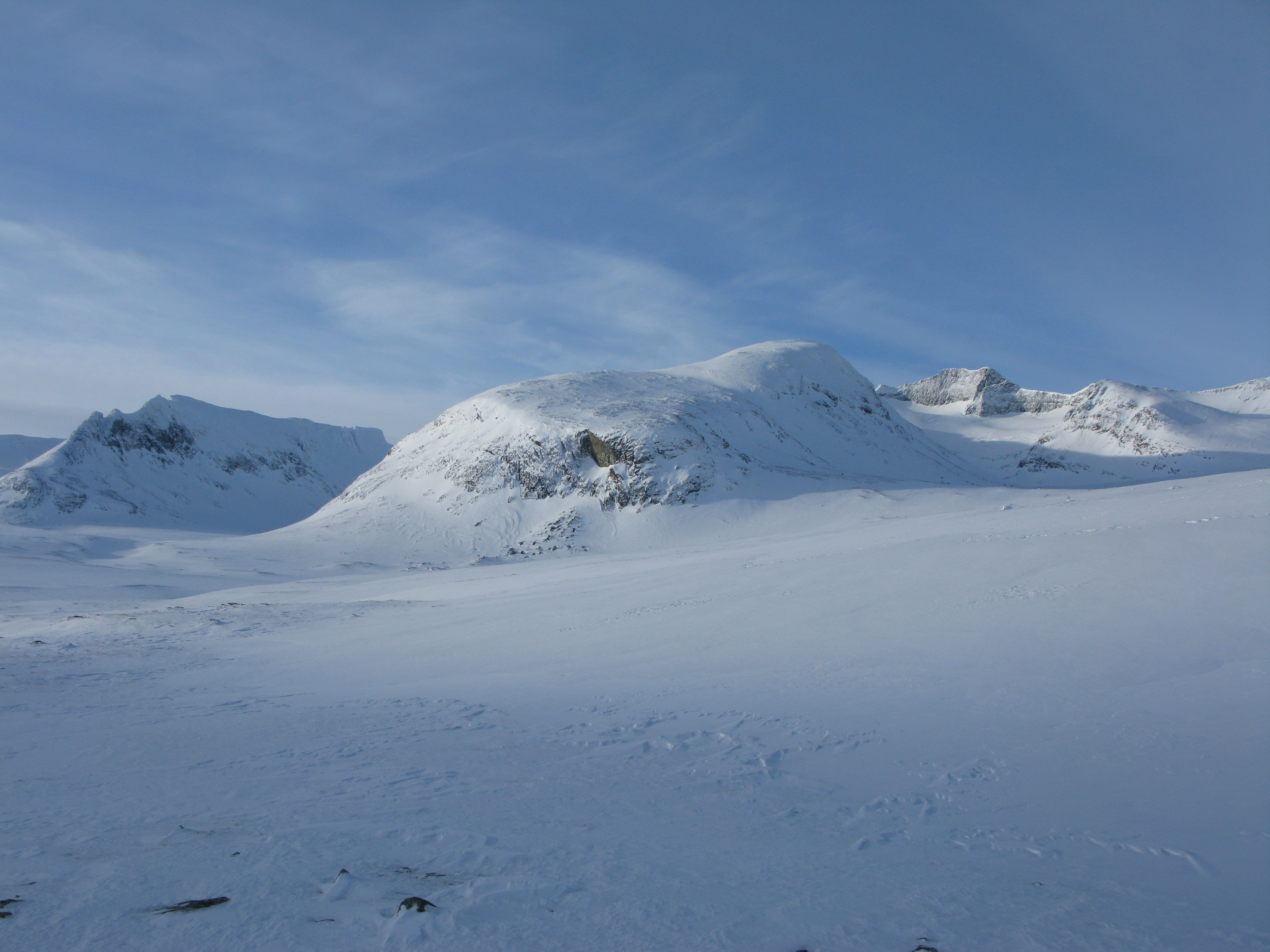
Sylarna zimą

Sylarna – góra o wysokości 1762 m n.p.m.  leżąca na granicy Norwegii (okręgu Sør-Trøndelag) oraz Szwecji (okręgu Jämtland) w paśmie Gór Skandynawskich.
Góra położona jest około 400 km na północny wschód od Oslo, 550 km na północny zachód od Sztokholmu.